# 泉崎駅
泉崎駅（いずみざきえき）は、福島県西白河郡泉崎村大字泉崎にある、東日本旅客鉄道（JR東日本）東北本線の駅である。

## 歴史
- 1896年（明治29年）2月25日：日本鉄道の駅として開業[2]。
- 1906年（明治39年）11月1日：鉄道国有法により、国有化[2]。
- 1909年（明治42年）10月12日：線路名称の制定により、東北本線の所属となる。
- 1962年（昭和37年）12月1日：同日付で車扱貨物の取り扱いを廃止[3]。
- 1974年（昭和49年）10月1日：貨物の取り扱いを廃止[2]。
- 1984年（昭和59年）
  - 2月1日：荷物の扱いを廃止[2]。
  - 12月1日：無人化[4]。
- 1985年（昭和60年）3月：現駅舎に改築。
- 1987年（昭和62年）4月1日：国鉄分割民営化により、東日本旅客鉄道の駅となる[2]。

## 駅構造
単式・島式ホームがそれぞれ1つずつの計2面3線を持つが、2番線に当たる中央の線路は使用されておらずホームにも柵が立てられているため、実質単式ホーム2面2線となっている。
郡山駅管理の無人駅である。自動券売機が設置されている。駅舎は無人化時に立て替えられたコンパクトなものとなっている。

### のりば
| 番線 | 路線      | 方向 | 行先     |
| ---- | --------- | ---- | -------- |
| 1    | ■東北本線 | 下り | 郡山方面 |
| 3    | ■東北本線 | 上り | 黒磯方面 |

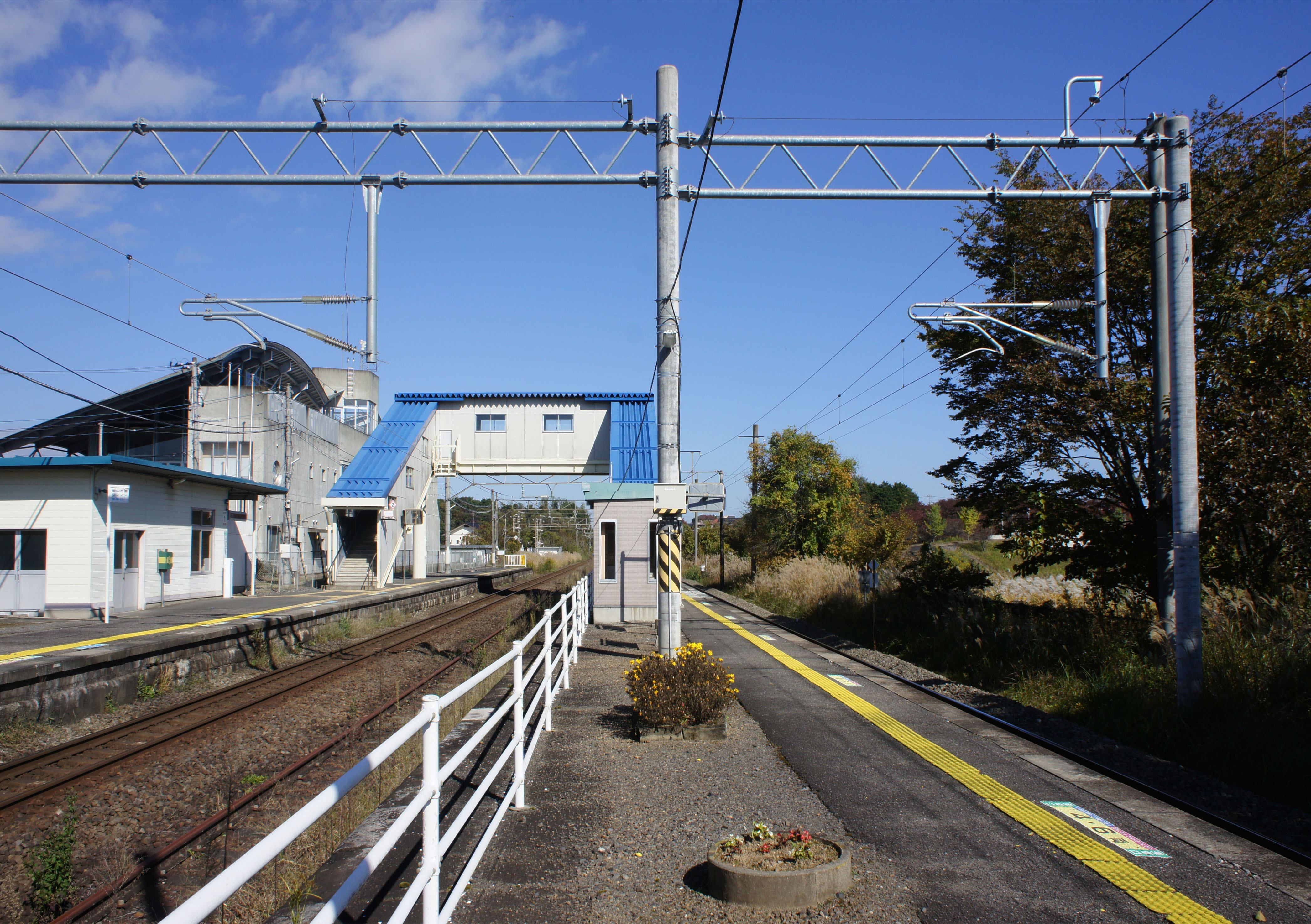
ホーム（2021年10月）
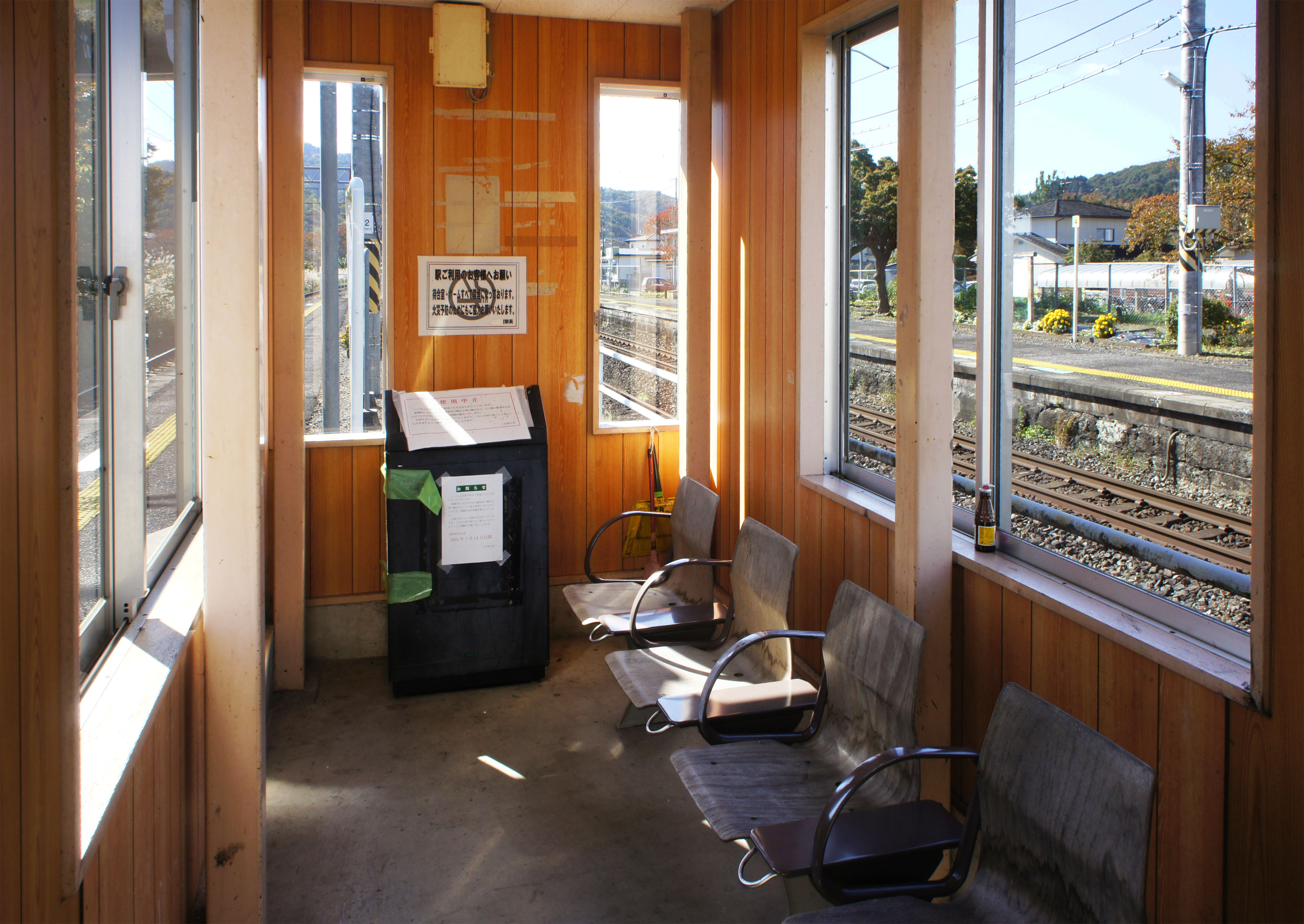
ホーム待合室（2021年10月）

## 利用状況
「福島県統計年鑑」によると、2000年度（平成12年度）- 2004年度（平成16年度）の1日平均乗車人員の推移は以下のとおりであった。
| 乗車人員推移       | 乗車人員推移     | 乗車人員推移 |
| 年度               | 1日平均 乗車人員 | 出典         |
| ------------------ | ---------------- | ------------ |
| 2000年（平成12年） | 438              | [ 6 ]        |
| 2001年（平成13年） | 447              | [ 7 ]        |
| 2002年（平成14年） | 444              | [ 8 ]        |
| 2003年（平成15年） | 399              | [ 9 ]        |
| 2004年（平成16年） | 397              | [ 10 ]       |

## 駅周辺
- 公衆トイレ
- マルイチ光タクシー営業所
- タクシー乗り場
- 泉崎資料館[1]
- 泉崎村役場
- 泉崎村立病院
- 泉崎郵便局
- 泉崎横穴
- 泉崎第一小学校
- 泉崎中学校
- 福島県道75号塙泉崎線
- 国道4号 -「泉崎」交差点まで約1.7キロメートル
- 天王台ニュータウン
- 泉崎村ふれあい号「泉崎駅」停留所[11]

## 隣の駅
東日本旅客鉄道（JR東日本）
■東北本線
久田野駅 - 泉崎駅 - 矢吹駅